# Nouveau stade de Milan
 (mars 2022).
La mise en forme du texte ne suit pas les recommandations de Wikipédia : il faut le « wikifier ».
Les points d'amélioration suivants sont les cas les plus fréquents. Le détail des points à revoir est peut-être précisé sur la page de discussion.
- Les titres sont pré-formatés par le logiciel. Ils ne sont ni en capitales, ni en gras.
- Le texte ne doit pas être écrit en capitales (les noms de famille non plus), ni en gras, ni en italique, ni en « petit »…
- Le gras n'est utilisé que pour surligner le titre de l'article dans l'introduction, une seule fois.
- L'italique est rarement utilisé : mots en langue étrangère, titres d'œuvres, noms de bateaux, etc.
- Les citations ne sont pas en italique mais en corps de texte normal. Elles sont entourées par des guillemets français : « et ».
- Les listes à puces sont à éviter, des paragraphes rédigés étant largement préférés. Les tableaux sont à réserver à la présentation de données structurées (résultats, etc.).
- Les appels de note de bas de page (petits chiffres en exposant, introduits par l'outil «  Source ») sont à placer entre la fin de phrase et le point final[comme ça].
- Les liens internes (vers d'autres articles de Wikipédia) sont à choisir avec parcimonie. Créez des liens vers des articles approfondissant le sujet. Les termes génériques sans rapport avec le sujet sont à éviter, ainsi que les répétitions de liens vers un même terme.
- Les liens externes sont à placer uniquement dans une section « Liens externes », à la fin de l'article. Ces liens sont à choisir avec parcimonie suivant les règles définies. Si un lien sert de source à l'article, son insertion dans le texte est à faire par les notes de bas de page.
- La présentation des références doit suivre les conventions bibliographiques. Il est recommandé d'utiliser les modèles {{Ouvrage}}, {{Chapitre}}, {{Article}}, {{Lien web}} et/ou {{Bibliographie}}. Le mode d'édition visuel peut mettre en forme automatiquement les références.
- Insérer une infobox (cadre d'informations à droite) n'est pas obligatoire pour parachever la mise en page.

Pour une aide détaillée, merci de consulter Aide:Wikification.
Si vous pensez que ces points ont été résolus, vous pouvez retirer ce bandeau et améliorer la mise en forme d'un autre article.
Le nouveau stade de Milan est un projet de stade de football qui sera construit à Milan,, ou dans le Grand Milan,,. L'Inter Milan et l'AC Milan en seront les propriétaires.

## Contexte
Les plans pour un nouveau stade ont commencé en 2012 lorsque l'Inter a indiqué que le club avait besoin d'un stade propre. En 2021, la municipalité de Milan a donné l'autorisation officielle à l'Inter Milan et à l'AC Milan pour la construction d'un nouveau stade partagé à côté de San Siro qui sera partiellement démoli et refonctionnalisé après les Jeux olympiques d'hiver de 2026. Début 2022, l'Inter et l'AC Milan ont dévoilé un « plan B » pour déplacer la construction du nouveau stade de Milan dans le Grand Milan, loin de la zone de San Siro. Giovanni Malagò en mars 2022 a insisté pour un réaménagement du stade San Siro.

## Construction
Initialement, la construction devait commencer en 2021. En février 2022, le début de la construction a été reporté en raison d'une éventuelle relocalisation dans le Grand Milan.